# 亨里克·约恩森
亨里克·约恩森（丹麥語：Henrik Jorgensen，？—），丹麦男子硬地滚球、田径运动员。他曾代表丹麦参加1984年、1988年、1992年、1996年和2004年夏季残疾人奥林匹克运动会，获得四枚金牌、三枚银牌和二枚铜牌。